# Danh sách thành viên LGBT của Quốc hội Hoa Kỳ
Đây là danh sách những người Mỹ đồng tính nữ, đồng tính nam, song tính và chuyển giới (LGBT) đã phục vụ trong Quốc hội Hoa Kỳ.
Tính đến  tháng 3 năm 2021, 26 thành viên của cộng đồng LGBT được biết là đã giữ chức vụ trong Quốc hội Hoa Kỳ. Tại Hạ viện, có 25 người LGBT giữ chức vụ; tại Thượng viện, có 3 chức vụ được tổ chức. Hai người, Tammy Baldwin và Kyrsten Sinema, phục vụ trong Hạ viện và sau đó được bầu vào Thượng viện. Nghị sĩ LGBT được biết đến sớm nhất là Stewart McKinney, người bắt đầu nhiệm kỳ của mình tại Hạ viện vào năm 1971. Thượng nghị sĩ LGBT được biết đến sớm nhất là Harris Wofford, người bắt đầu nhiệm kỳ của mình vào năm 1991. Cả hai người đàn ông đều không công khai xu hướng tính dục trong nhiệm kỳ của họ: Công khai song tính của McKinney được tiết lộ sau khi ông qua đời và Wofford thông báo kế hoạch kết hôn với một người đàn ông hơn 20 năm sau khi phục vụ tại Thượng viện. Sabrina Sojourner từng là Đại biểu Bóng tối cho Đặc khu Columbia trong nhiệm kỳ 1997 đến 1999, mặc dù cô không có đặc quyền.
Hiện có 11 thành viên LGBT công khai của Quốc hội lần thứ 117, tất cả đều là đảng viên Đảng Dân chủ. Hai thượng nghị sĩ và những người còn lại là hạ nghị sĩ. Điều này tạo nên nhiều nghị sĩ LGBT nhất phục vụ cùng lúc trong lịch sử Hoa Kỳ.

## Thượng viện
Công khai xu hướng tính dục sau phục vụ
| Thượng nghị sĩ | Thượng nghị sĩ  | Đảng               | Đảng                | Bang         | Nhiệm kỳ            | Nhiệm kỳ           | Nhiệm kỳ                    | Ghi chú                                                                                  |
| Thượng nghị sĩ | Thượng nghị sĩ  | Đảng               | Đảng                | Bang         | Bắt đầu             | Kết thúc           | Thời gian đương chức (ngày) | Ghi chú                                                                                  |
| -------------- | --------------- | ------------------ | ------------------- | ------------ | ------------------- | ------------------ | --------------------------- | ---------------------------------------------------------------------------------------- |
|                | Harris Wofford  |                    | Dân chủ             | Pennsylvania | 8 tháng 5 năm 1991  | 3 tháng 1 năm 1995 | 1.346 (3 năm, 250 ngày)     | Tuyên bố kết hôn với một người đàn ông vào năm 2016.                                     |
|                | Tammy Baldwin   |                    | Dân chủ             | Wisconsin    | 3 tháng 1 năm 2013  | Đương nhiệm        | 4,463 (12 năm, 80 ngày)     | Là một phụ nữ đồng tính nữ công khai, Baldwin là thượng nghị sĩ LGBT công khai đầu tiên. |
|                | Kyrsten Sinema  |                    | Dân chủ (2019–2022) | Arizona      | 3 tháng 1 năm 2019  | Đương nhiệm        | 2,272 (6 năm, 80 ngày)      | Sinema là thượng nghị sĩ song tính công khai đầu tiên.                                   |
|                | Kyrsten Sinema  | Độc lập (2022–nay) |                     | Arizona      | 3 tháng 1 năm 2019  | Đương nhiệm        | 2,272 (6 năm, 80 ngày)      | Sinema là thượng nghị sĩ song tính công khai đầu tiên.                                   |
|                | Laphonza Butler |                    | Dân chủ             | California   | 3 tháng 10 năm 2023 | Đương nhiệm        | 538 (1 năm, 172 ngày)       | Butler là người đồng tính nữ và là thượng nghị sĩ người Mỹ gốc Phi LGBT đầu tiên.        |

## Hạ viện
Công khai xu hướng tính dục sau phục vụ
 ‡  Xác định là LGBT sau khi mất
| Hạ nghị sĩ | Hạ nghị sĩ           | Đảng               | Đảng       | Khu vực            | Nhiệm kỳ            | Nhiệm kỳ             | Nhiệm kỳ                    | Ghi chú |
| Hạ nghị sĩ | Hạ nghị sĩ           | Đảng               | Đảng       | Khu vực            | Bắt đầu             | Kết thúc             | Thời gian đương chức (ngày) | Ghi chú |
| ---------- | -------------------- | ------------------ | ---------- | ------------------ | ------------------- | -------------------- | --------------------------- | --- |
|            | Ed Koch‡             |                    | Dân chủ    | New York           | 3 tháng 1 năm 1969  | 31 tháng 12 năm 1977 | 3.284 (8 năm, 362 ngày)     | Koch phủ nhận mình là người đồng tính trong suốt cuộc đời mình, nhưng tính dục của ông được xác nhận trong một bài báo năm 2022 trên The New York Times.                                                                |
|            | Stewart McKinney‡    |                    | Cộng hòa   | CT-04              | 3 tháng 1 năm 1971  | 7 tháng 5 năm 1987   | 5.968 (16 năm, 124 ngày)    | Sau khi chết vì bệnh AIDS, McKinney được coi là người song tính trong cáo phó của mình, khiến ông trở thành thành viên LGBT được biết đến sớm nhất trong Quốc hội.                                                      |
|            | Barbara Jordan‡      |                    | Dân chủ    | TX-18              | 3 tháng 1 năm 1973  | 3 tháng 1 năm 1979   | 2.191 (6 năm, 0 ngày)       | Mối quan hệ bạn đời của Jordan với Nancy Earl đã được tiết lộ trong cáo phó của bà vào năm 1996, bà trở thành người phụ nữ LGBT đầu tiên trong Quốc hội (theo Cơ quan Lưu trữ Quốc gia Hoa Kỳ). Nghỉ hưu.               |
|            | Gerry Studds         |                    | Dân chủ    | Massachusetts      | 3 tháng 1 năm 1973  | 3 tháng 1 năm 1983   | 8.766 (24 năm, 0 ngày)      | Studds công khai đồng tính do bị ám chỉ vào vụ bê bối tình dục trên trang quốc hội năm 1983. Ông trở thành người LGBT công khai đầu tiên thắng cử vào Quốc hội với sự tái đắc cử vào năm 1984. Nghỉ hưu.                |
|            | Robert Bauman        |                    | Cộng hòa   | MD-01              | 21 tháng 8 năm 1973 | 3 tháng 1 năm 1981   | 2.692 (7 năm, 135 ngày)     | Vào tháng 10 năm 1980, Bauman bị phát hiện là đồng tính khi còn đương chức, khiến ông trở thành thành viên LGBT công khai đầu tiên của Quốc hội. Tái tranh cử thất bại.                                                 |
|            | Jon Hinson           |                    | Cộng hòa   | MS-04              | 3 tháng 1 năm 1979  | 13 tháng 4 năm 1981  | 831 (2 năm, 100 ngày)       | Hinson bị phát hiện là đồng tính sau khi bị bắt vì tội quan hệ tình dục bằng miệng vào ngày 4 tháng 2 năm 1981. Từ chức.                                                                                                |
|            | Barney Frank         |                    | Dân chủ    | MA-04              | 3 tháng 1 năm 1981  | 3 tháng 1 năm 2013   | 11.688 (32 năm, 0 ngày)     | Frank công khai là người đồng tính vào năm 1987 và vào năm 2012 trở thành thành viên đầu tiên của Quốc hội trong một cuộc hôn nhân đồng giới. Nghỉ hưu.                                                                 |
|            | Steve Gunderson      |                    | Cộng hòa   | WI-03              | 3 tháng 1 năm 1981  | 3 tháng 1 năm 1997   | 5.844 (16 năm, 0 ngày)      | Bị phát hiện là người đồng tính trên tầng lầu của Hạ viện vào năm 1994, Gunderson là người đồng tính công khai đầu tiên của Đảng Cộng hòa được bầu lại sau khi bị phát hiện xu hướng tính dục. Nghỉ hưu.                |
|            | Jim Kolbe            |                    | Cộng hòa   | AZ-05              | 3 tháng 1 năm 1985  | 3 tháng 1 năm 2003   | 8.035 (22 năm, 0 ngày)      | Năm 1996, Kolbe công khai là người đồng tính khi còn đương chức sau khi bỏ phiếu cho Đạo luật Bảo vệ Hôn nhân. Ông là người đồng tính công khai đầu tiên phát biểu trước Đại hội Toàn quốc của Đảng Cộng hòa. Nghỉ hưu. |
| AZ-08      | Jim Kolbe            | 3 tháng 1 năm 2003 | Cộng hòa   | 3 tháng 1 năm 2007 |                     |                      |                             | Năm 1996, Kolbe công khai là người đồng tính khi còn đương chức sau khi bỏ phiếu cho Đạo luật Bảo vệ Hôn nhân. Ông là người đồng tính công khai đầu tiên phát biểu trước Đại hội Toàn quốc của Đảng Cộng hòa. Nghỉ hưu. |
|            | Michael Huffington   |                    | Cộng hòa   | CA-22              | 3 tháng 1 năm 1993  | 3 tháng 1 năm 1995   | 730 (2 năm, 0 ngày)         | Năm 1998, Huffington công khai là người song tính. Nghỉ hưu để tranh cử thất bại cho chức thượng nghị sĩ Hoa Kỳ từ California.                                                                                          |
|            | Mark Foley           |                    | Cộng hòa   | FL-16              | 3 tháng 1 năm 1995  | 29 tháng 9 năm 2006  | 4.284 (11 năm, 266 ngày)    | Foley công khai là người đồng tính sau khi dính líu đến một vụ bê bối trên trang quốc hội năm 2006. Từ chức. |
|            | Tammy Baldwin        |                    | Dân chủ    | WI-02              | 3 tháng 1 năm 1999  | 3 tháng 1 năm 2013   | 5.114 (14 năm, 0 ngày)      | Baldwin là người LGBT không đương nhiệm công khai đầu tiên được bầu vào Quốc hội. Nghỉ hưu để tranh cử thành công cho chức thượng nghị sĩ Hoa Kỳ từ Wisconsin.                                                          |
|            | Mike Michaud         |                    | Dân chủ    | ME-02              | 3 tháng 1 năm 2003  | 3 tháng 1 năm 2015   | 4.383 (12 năm, 0 ngày)      | Michaud công khai là người đồng tính vào năm 2013. Nghỉ hưu để tranh cử thất bại cho chức Thống đốc Maine. |
|            | Jared Polis          |                    | Dân chủ    | CO-02              | 3 tháng 1 năm 2009  | 3 tháng 1 năm 2019   | 3.652 (10 năm, 0 ngày)      | Năm 2011, Polis trở thành phụ huynh cùng giới đầu tiên trong Quốc hội. Nghỉ hưu để tranh cử thành công cho chức Thống đốc Colorado.                                                                                     |
|            | Aaron Schock         |                    | Cộng hòa   | IL-18              | 3 tháng 1 năm 2009  | 31 tháng 1 năm 2015  | 2.278 (6 năm, 87 ngày)      | Schock công khai là người đồng tính vào năm 2020. Từ chức. |
|            | David Cicilline      |                    | Dân chủ    | Rhode Island       | 3 tháng 1 năm 2011  | 31 tháng 5 năm 2023  | 4.531 (12 năm, 148 ngày)    | Cicilline là người đồng tính công khai. Từ chức. |
|            | Sean Patrick Maloney |                    | Dân chủ    | New York           | 3 tháng 1 năm 2013  | 3 tháng 1 năm 2023   | 3.652 (10 năm, 0 ngày)      | Maloney công khai là người đồng tính. Tái tranh cử thất bại |
|            | Mark Pocan           |                    | Dân chủ    | WI-02              | 3 tháng 1 năm 2013  | Đương nhiệm          | 4,463 (12 năm, 80 ngày)     | [ Note 1 ] |
|            | Kyrsten Sinema       |                    | Dân chủ    | AZ-09              | 3 tháng 1 năm 2013  | 3 tháng 1 năm 2019   | 2.191 (6 năm, 0 ngày)       | Sinema là thành viên song tính công khai đầu tiên của Quốc hội. Nghỉ hưu để tranh cử thành công cho chức thượng nghị sĩ Hoa Kỳ từ Arizona.                                                                              |
|            | Mark Takano          |                    | Dân chủ    | CA-41              | 3 tháng 1 năm 2013  | Đương nhiệm          | 4,463 (12 năm, 80 ngày)     | Takano là người đồng tính da màu công khai đầu tiên (đặc biệt là người Mỹ gốc Á) được bầu vào Quốc hội. |
|            | Angie Craig          |                    | Dân chủ    | MN-02              | 3 tháng 1 năm 2019  | Đương nhiệm          | 2,272 (6 năm, 80 ngày)      | Là một phụ nữ đồng tính nữ công khai, Craig là phụ huynh LGBT không đương nhiệm đầu tiên được bầu vào Quốc hội. |
|            | Sharice Davids       |                    | Dân chủ    | KS-03              | 3 tháng 1 năm 2019  | Đương nhiệm          | 2,272 (6 năm, 80 ngày)      | Davids là người phụ nữ da màu công khai đầu tiên (đặc biệt là người Mỹ bản địa) được bầu vào Quốc hội. |
|            | Katie Hill           |                    | Dân chủ    | CA-25              | 3 tháng 1 năm 2019  | 1 tháng 11 năm 2019  | 302 (302 ngày)              | Hill công khai là người song tính. Bà từ chức vào năm 2019 vì những cáo buộc về mối quan hệ không chính đáng với nhân viên. Từ chức.                                                                                    |
|            | Chris Pappas         |                    | Dân chủ    | NH-01              | 3 tháng 1 năm 2019  | Đương nhiệm          | 2,272 (6 năm, 80 ngày)      | Pappas là người đồng tính công khai. |
|            | Mondaire Jones       |                    | Dân chủ    | New York           | 3 tháng 1 năm 2021  | 3 tháng 1 năm 2023   | 730 (2 năm, 0 ngày)         | Jones là người Mỹ gốc Phi đồng tính công khai đầu tiên được bầu vào Quốc hội (cùng với Ritchie Torres). Mất danh tiếng.                                                                                                 |
|            | Ritchie Torres       |                    | Dân chủ    | NY-15              | 3 tháng 1 năm 2021  | Đương nhiệm          | 1,541 (4 năm, 80 ngày)      | Torres là người Mỹ gốc Phi đồng tính công khai đầu tiên được bầu vào Quốc hội (cùng với Mondaire Jones) và là thành viên Latino đồng tính công khai đầu tiên của Quốc hội.                                              |
|            | Becca Balint         |                    | Dân chủ    | Vermont            | 3 tháng 1 năm 2023  | Đương nhiệm          | 811 (2 năm, 80 ngày)        | Công khai đồng tính nữ. |
|            | Robert Garcia        |                    | Dân chủ    | California         | 3 tháng 1 năm 2023  | Đương nhiệm          | 811 (2 năm, 80 ngày)        | Công khai đồng tính nam. |
|            | George Santos        |                    | Cộng hòa   | New York           | 3 tháng 1 năm 2023  | 1 tháng 12 năm 2023  | 332 (332 ngày)              | Công khai đồng tính nam. Người thuộc đảng Cộng hòa không đương nhiệm LGBT công khai đầu tiên được bầu vào Quốc hội. Bị trục xuất khỏi Quốc hội.                                                                         |
|            | Eric Sorensen        |                    | Democratic | Illinois           | 3 tháng 1 năm 2023  | Đương nhiệm          | 811 (2 năm, 80 ngày)        | Công khai đồng tính nữ. |

### Hạ nghị sĩ bóng tối
| Hạ nghị sĩ | Hạ nghị sĩ        | Đảng | Đảng    | Quyền hạn | Nhiệm kỳ      | Nhiệm kỳ           | Nhiệm kỳ             | Ghi chú       |                                                  |
| Hạ nghị sĩ | Hạ nghị sĩ        | Đảng | Đảng    | Quyền hạn | Bắt đầu       | Kết thúc           | Thời gian đương chức | Ghi chú       |                                                  |
| ---------- | ----------------- | ---- | ------- | --------- | ------------- | ------------------ | -------------------- | ------------- | ------------------------------------------------ |
|            | Sabrina Sojourner |      | Dân chủ | Quyền hạn | Quận Columbia | 3 tháng 1 năm 1997 | 3 tháng 1 năm 1999   | 2 năm, 0 ngày | Sojourner công khai là đồng tính nữ vào năm 1976 |